# ناوار بیچ (فلوریدا)
ناوار بیچ، فلوریدا (انگلیسی: Navarre Beach, Florida) ناوار بیچ جریره ای است در همسایگی ناوار، در شهرستان سانتا رزا ایالت فلوریدا در ایالات متحده. این جزیره بخشی از جزیره سانتا رزا، که به صورت مانعی در خلیج مکزیک می‌باشد. [۱] ناوار بیچ بخشی از منطقه آمارسنجی کلان‌شهر پناساکولا فری پاس-برنت است.